# Noserius
Noserius is een kevergeslacht uit de familie van de boktorren (Cerambycidae). De wetenschappelijke naam van het geslacht werd voor het eerst geldig gepubliceerd in 1857 door Pascoe.

## Soorten
Noserius omvat de volgende soorten:
- Noserius borneensis (Aurivillius, 1913)
- Noserius femoralis Aurivillius, 1910
- Noserius gardneri Martins, 1980
- Noserius ignavus Pascoe, 1869
- Noserius indicus (Gahan, 1906)
- Noserius ovatipennis Pascoe, 1869
- Noserius simplex (Gressitt & Rondon, 1970)
- Noserius tibialis Pascoe, 1857